# Tina Blau
Tina Blau, właśc. Regina Leopoldine Blau (ur. 15 listopada 1845 w Wiedniu, zm. 31 października 1916 tamże) – austriacka malarka żydowskiego pochodzenia specjalizująca się w pejzażu.

## Życiorys
Urodziła się 15 listopada 1845 roku w Wiedniu, w rodzinie praskiego lekarza wojskowego. Dzięki ojcu, który sam miał ambicje artystyczne, otrzymała wykształcenie artystyczne i wsparcie w początkach kariery. Pierwsze lekcje pobierała u węgierskiego malarza Antala Hanély, po czym od 1860 roku kontynuowała naukę u malarza Augusta Schaeffera, który zarządzał cesarską kolekcją sztuki. Schaeffer, być może powodowany zazdrością, później pejoratywnie wypowiedział się na temat Blau i jego drugiej uczennicy, Olgi Wisinger-Florian, wyśmiewając się z ich osiągnięć artystycznych i chęci dorównania mężczyznom. Od 1865 roku Blau uczyła się rysunku u Josepha Aignera, po czym w latach 1869–1873 rozwijała się w Monachium u Wilhelma Lindenschmitta. W Niemczech poznała m.in. Gustaveʼa Courbeta. Jej edukację artystyczną dopełniły podróże do Włoch, Holandii i Francji, do tego w letnich miesiącach 1873 i 1874 roku przebywała w kolonii artystycznej w Szolnoku. Bywała błędnie określana jako uczennica Emila Jakoba Schindlera, z którym dzieliła przez pewien czas studio.

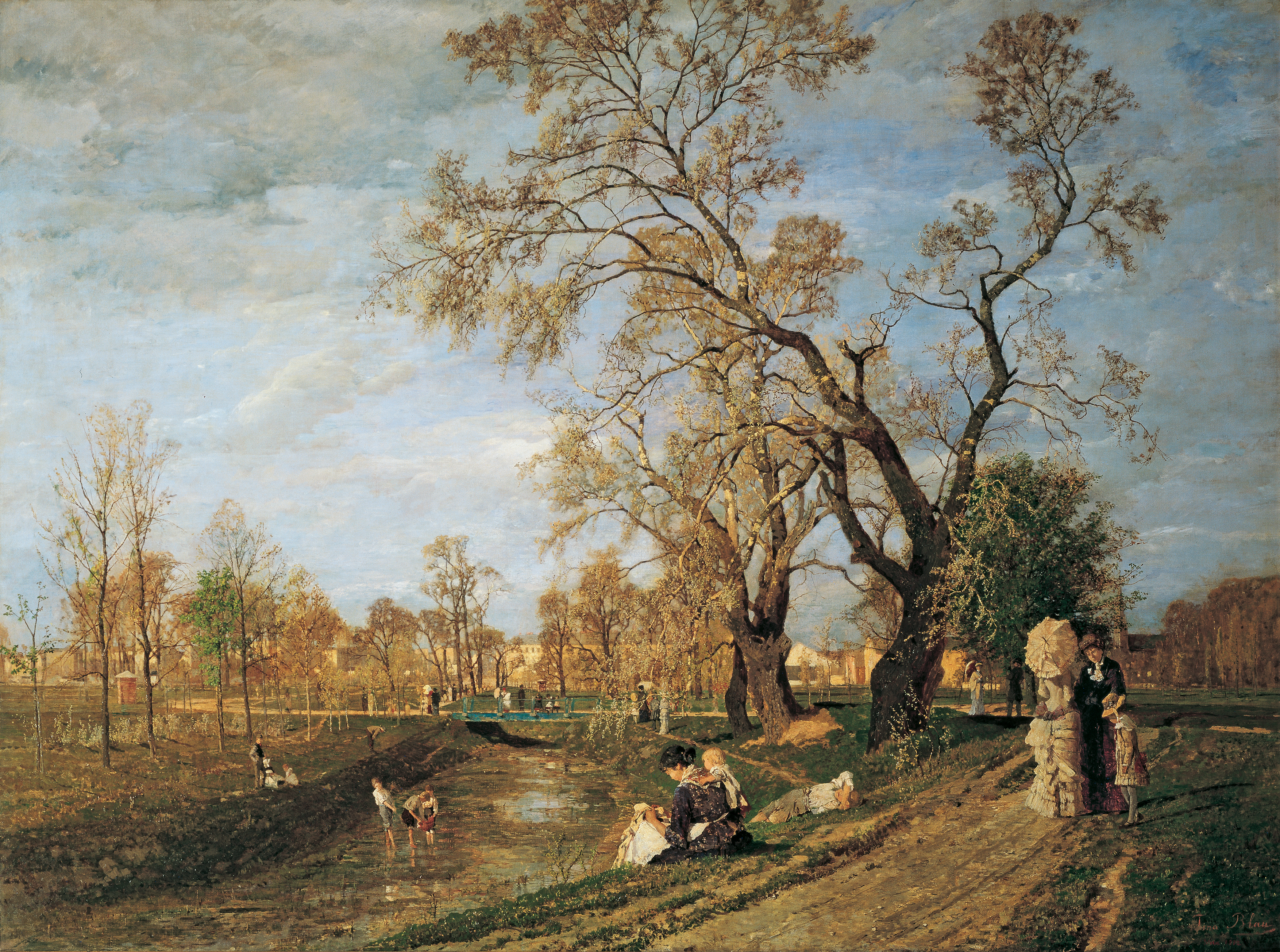
Frühling im Prater, 1882, zbiory Österreichische Galerie Belvedere

Blau zadebiutowała w 1867 roku na wystawie w Österreichischen Kunstverein, a już w 1873 roku jej obrazy wystawiono podczas Wystawy Światowej w Wiedniu. Jej twórczość wpisywała się w nurt Stimmungsimpressionismus. Wraz z Olgą Wisinger-Florian i Marie Egner od lat 80. XIX wieku należała do awangardy austriackiego pejzażu. Została także jedyną kobietą malarką swojego pokolenia o żydowskim pochodzeniu, której praca została publicznie doceniona. Przełomowym dziełem w jej karierze był obraz Frühling im Prater (pol. „wiosna w parku Prater”), który ukończyła w 1882 roku. Ze względu na nieco impresjonistyczne efekty zastosowane na płótnie, praca z początku miała zostać odrzucona przez jury wiedeńskiego Künstlerhausu, jednak dzieło w końcu wystawiono dzięki interwencji Hansa Makarta. Pracę docenił francuski minister sztuki Antonin Proust, który uznał obraz za najlepsze dzieło wystawy w Künstlerhaus i zachęcił Blau do wystawienia go w Salonie paryskim. W Paryżu Frühling im Prater spotkał się z pozytywnym odbiorem i otrzymał wyróżnienie podczas Salonu. W 1899 roku obraz nabył cesarz Franciszek Józef I do cesarskiej kolekcji.
Chociaż ze względu na płeć Blau nie mogła ubiegać się o prestiżowe zamówienia przy rozbudowie Ringu, ani uzyskać członkostwo w Künstlerhaus, udało się jej zbudować znaczącą karierę. Od 1869 roku, gdy sprzedała obraz Jakobsee bei Polling, aż do końca życia utrzymywała się z malarstwa. Starała się, by jej prace nie były oceniane przez pryzmat jej osoby, a w szczególności jej płci. Pomimo tego, nie uniknęła mizoginicznych ocen swych prac. Z zasady nie uczestniczyła w kobiecych wystawach i prowadziła ciche, niezależne życie, rzadko wypowiadając się publicznie. Jej prace sprzedawały się nie tylko w Wiedniu, ale i w Niemczech, gdzie wielokrotnie organizowano wystawy indywidualne. Do 1910 roku wzięła udział w prawie czterdziestu znaczących wystawach. Jej atelier miał w zwyczaju odwiedzać m.in. książę Luitpold Wittelsbach, a cesarz odwiedził jej wystawę indywidualną w 1909 roku.
Pod koniec 1883 roku, po przejściu na protestantyzm, Blau wyszła za mąż za malarza Heinricha Langa.
Zmarła 31 października 1916 roku w Wiedniu. Otrzymała honorowe miejsce na Cmentarzu Centralnym w Wiedniu.
W 1938 roku, ze względu na żydowskie pochodzenie Blau, jej prace usunięto z austriackich galerii, jej imię zniknęło z oficjalnych opracowań na temat sztuki austriackiej, a ulicy jej imienia zmieniono patrona. Jednym z ważnych kroków w procesie przywrócenia pamięci o jej twórczości stała się wystawa retrospektywna w Muzeum Żydowskim w Wiedniu w 1996 roku.

## Galeria

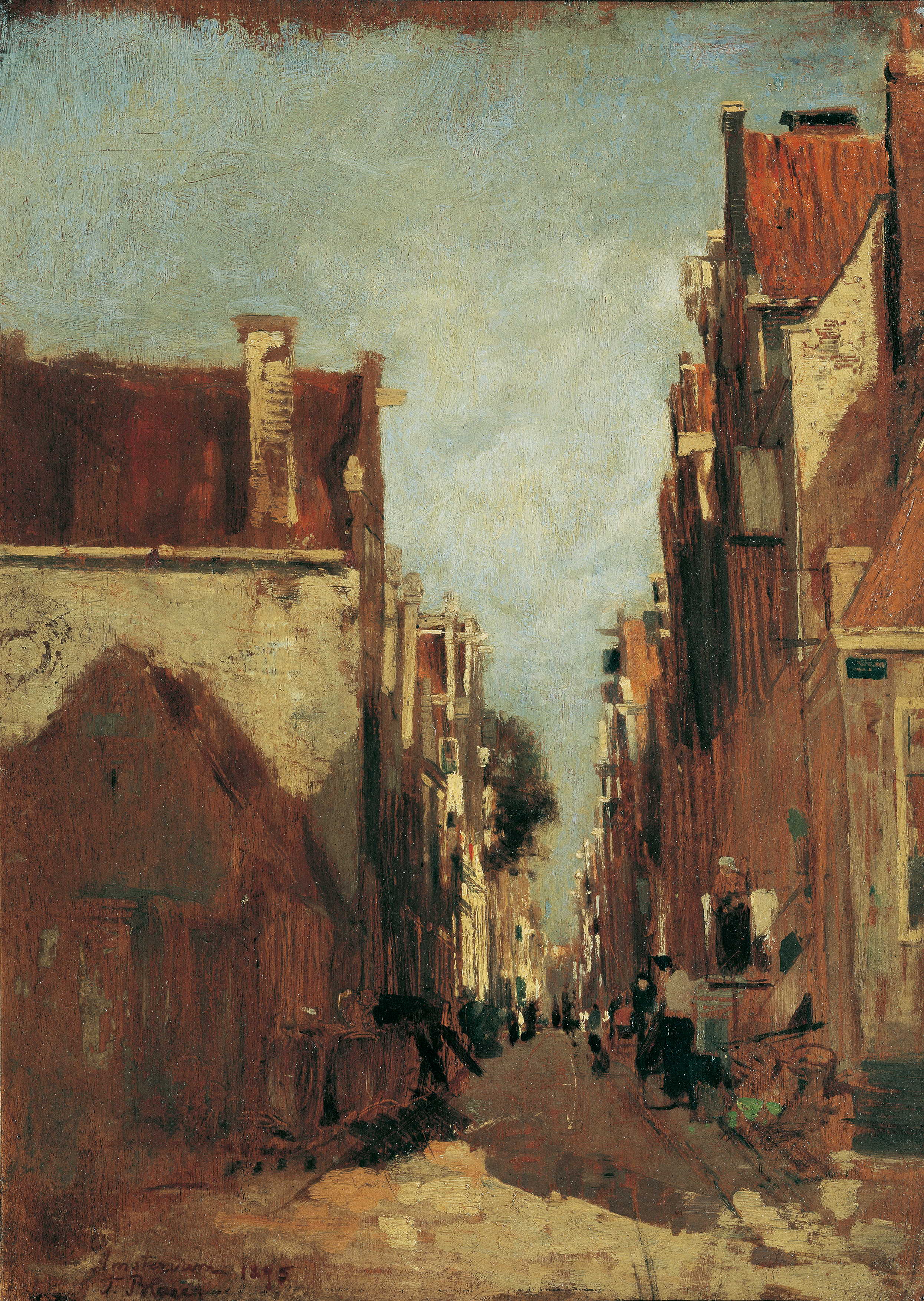
Straße in Amsterdam, 1875, zbiory Österreichische Galerie Belvedere
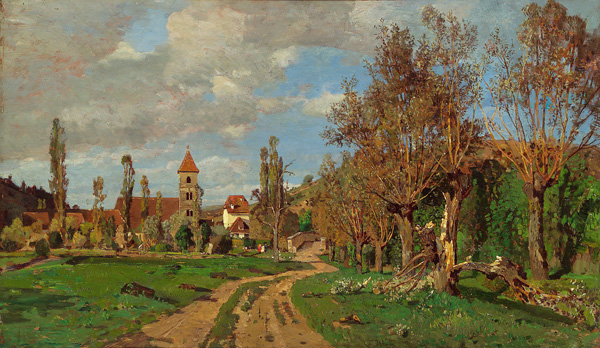
Detwang im Taubertal bei Rothenburg, 1887/1888
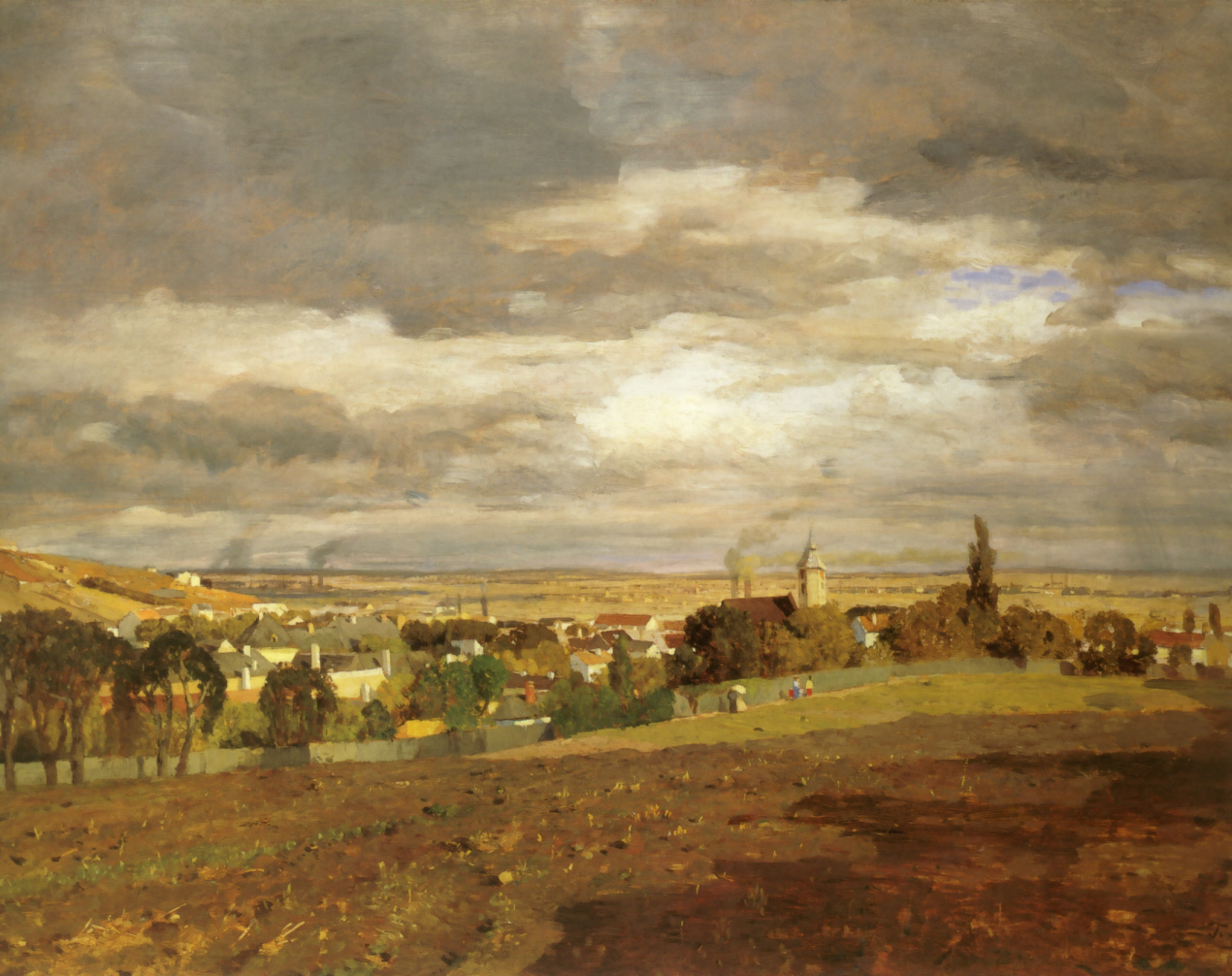
Blick auf Heiligenstadt, 1893–1897
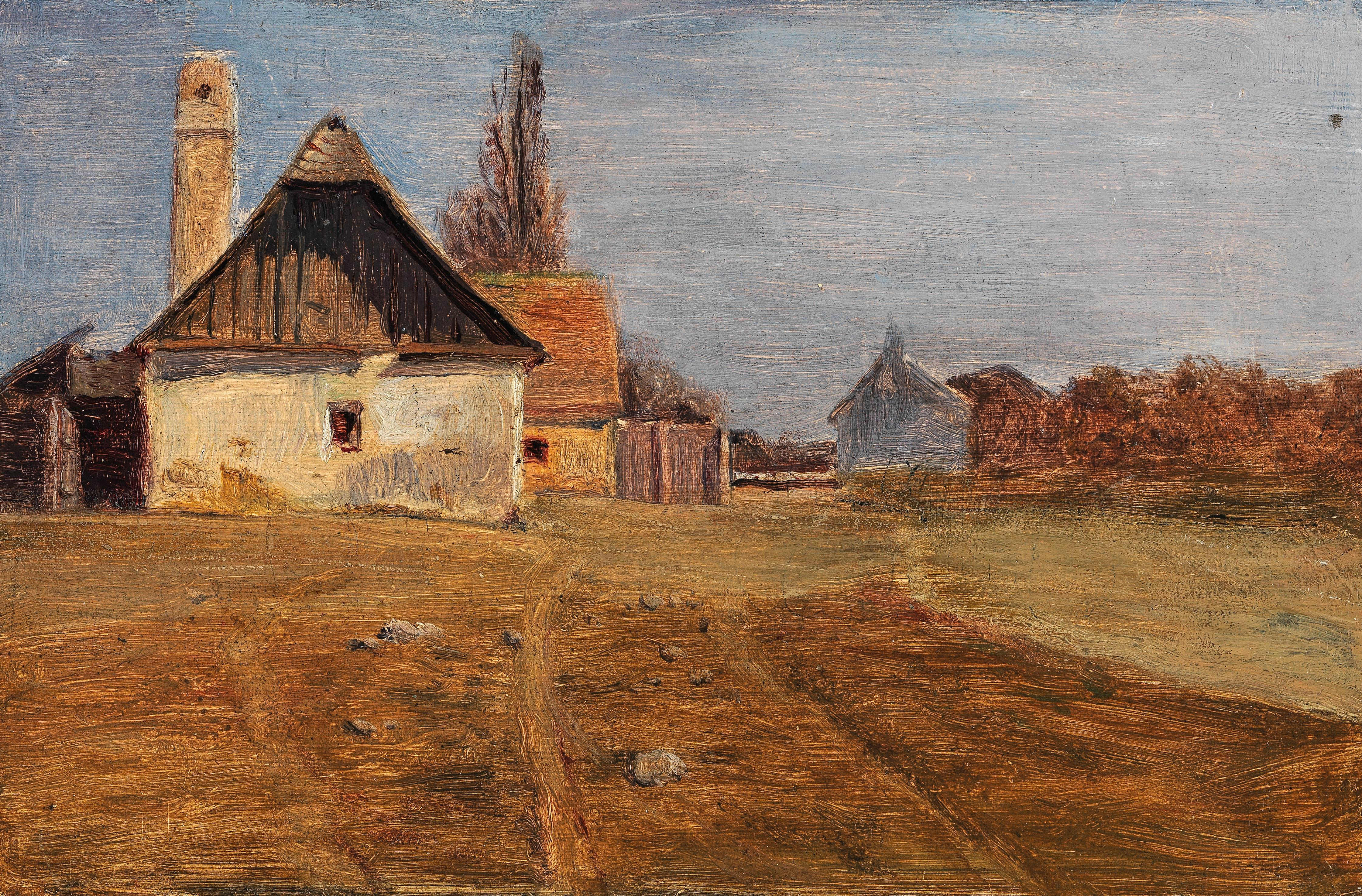
Motiv aus Mannswörth an der Donau, 1899
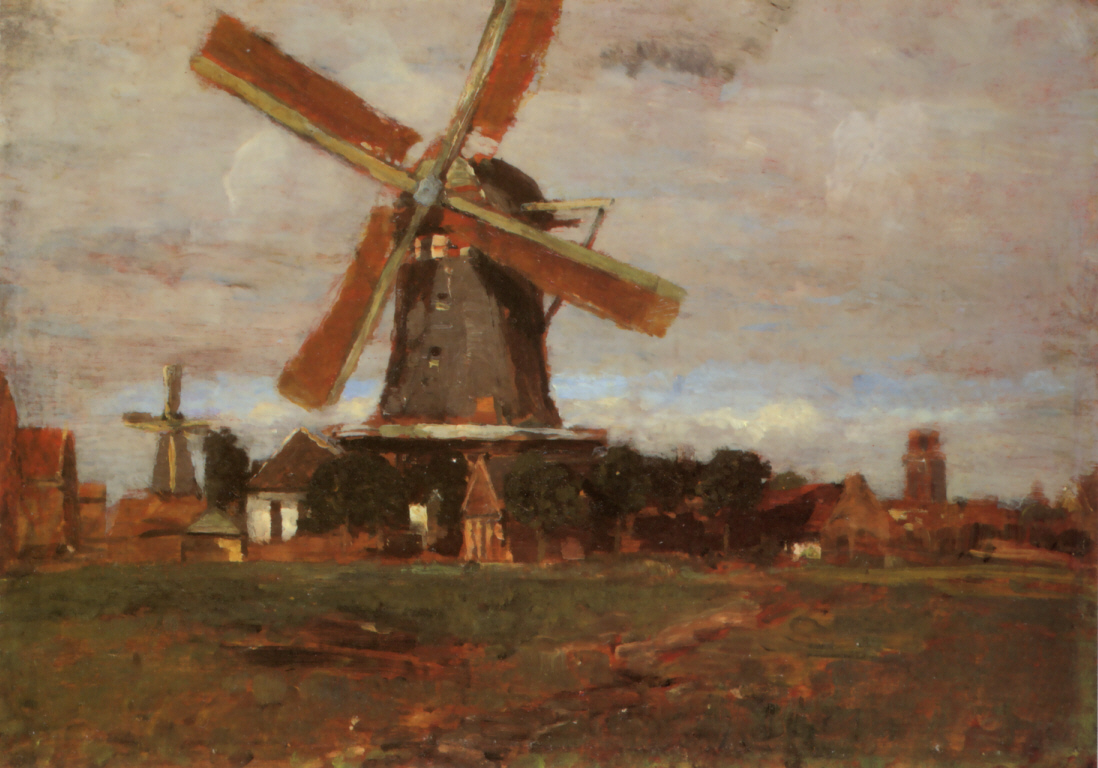
Windmühle bei Dordrecht, 1907
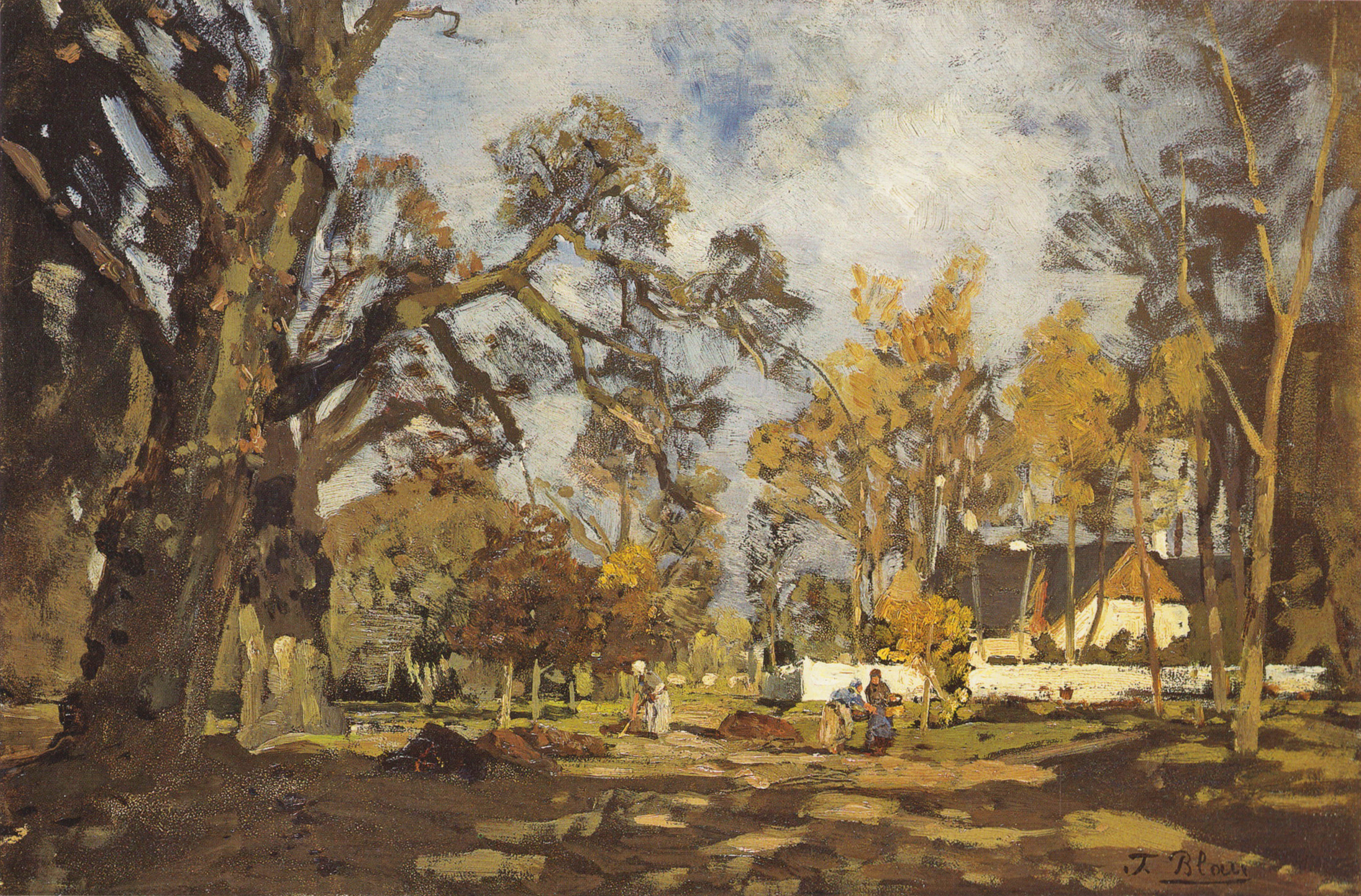
In der Krieau, przed 1914